# Oganes Zanazanjan
Oganes Zanazanjan (Armeens: Հովհանես Զանազանյան, Russisch: Оганес Арутюнович Заназанян) (Athene, 10 december 1946 – Jerevan, 4 oktober 2015) was een Armeens profvoetballer.

## Biografie
Zanazanjan begon zijn carrière bij FC Lernagorts Kapan in 1965. Een jaar later stapte hij over naar Sjirak Gjoemri. Zijn grootste successen kende hij bij Ararat Jerevan, waar hij negen seizoenen speelde en in 1973 kampioen mee werd van de Sovjet-Unie.
Zanazanjan speelde in 1976 nog 4 wedstrijden op professioneel niveau bij Spartak Moskou, alvorens zijn professionele carrière af te sluiten. Hij speelde tot 1979 nog bij clubs uit de lagere afdelingen in Armenië. Tussen 1976 en 2005 was hij trainer bij diverse ploegen. Zijn laatste club was Banants Jerevan.
Zanazanjan speelde 6 interlands voor de Sovjet-Unie. Hij was erbij op de Olympische Zomerspelen 1972, waar het team brons won.
Hij overleed in 2015 op 68-jarige leeftijd.